# 密码芋螺
密码芋螺（学名：Conus leopardus），是新腹足目芋螺科芋螺属的一种。主要分布于印度尼西亚、中国大陆、台湾，常栖息在潮下带。